# Кочулійський кар'єр
Кочулійський кар'єр (рум. Cariera Cociulia) — геологічна або палеонтологічна пам'ятка природи в Кантемірському районі Республіки Молдова. Знаходиться за 1 км на північ від села Кочулія. Має площу 1 га відповідно до закону про заповідні території або 2.2 га за останніми вимірами (2016). Об’єкт перебуває у віданні мерії села Кочулія.
На цьому відслоненні присутні алювіальні відкладення, що складаються переважно зі світло-жовтого дрібного піску, відомі як алювій Карбалії та віднесені до нижнього пліоцену. Тут ідентифіковано скелетні рештки кролика (Allilepus lascarevi), гіпаріона (Hipparion sp.), верблюда (Paracamelus alexejevi), малого оленя (Cervus cf. perrieri, Procapreolus sp.) та ін.; всі ці тварини є частиною молдовського фауністичного комплексу, характерного для нижнього пліоцену Молдови.
Територія становить інтерес для геологічних і фауністичних кореляцій у нижньому пліоцені Молдови та інших європейських регіонів.
Постановою Ради Міністрів Молдавської РСР від 08.01.1975 № 5 об'єкт взято під охорону держави, а охоронний статус підтверджено Законом № 1538 від 25 лютого 1998 року про фонд природних територій, що охороняються державою. Землевласником пам'ятки природи згідно із законом 1998 року було агропідприємство «Патрія» , але тим часом воно перейшло на баланс мерії села.
За ситуацією у 2016 році природна територія не має встановленого інформаційного знака чи маркерів, які б обмежували межі заповідного об’єкта.